# Comuna Glogova, Gorj
Glogova este o comună în județul Gorj, Oltenia, România, formată din satele Cămuiești, Cleșnești, Glogova, Iormănești (reședința) și Olteanu.

## Așezare
Comuna este situată în extremitatea vestică a județului Gorj, pe Valea Motrului. Localitatea este învecinată cu orașul Baia de Aramă, la nord, cu comuna Godinești și comuna Ciuperceni, iar la vest cu comuna Bala din județul Mehedinți. Altitudinea maximă este de 389 m, atinsă în Vârful Ascuțitul, iar minima este de 210 m, în valea Motrului. Suprafața totală a comunei este de 4210 ha (teren agricol și neagricol): teren agricol – 1377 ha, teren neagricol – 2833 ha. 
Teritoriul comunei este situat în zona colinară din nord-vestul Olteniei, la limita de trecere dintre Dealurile Subcarpatice (dealul Negoiești) și Podișul Getic (Piemontul Getic), ocupând limita nordică a „Platformei Jiului” și o fâșie îngustă din Podișul Mehedinți.
Comuna este așezată pe în continuarea unui mic defileu al râului Motru, în lungime de 1900-2000 m, începând de la Apa Neagră și până la locul numit Cheia Glogovei.
Satele componente ale comunei sunt așezate pe „terasele” de pe stânga și dreapta Motrului. Pe terasele estice, începând de la nord la sud, întâlnim satele: Cămuiești,  Glogova, Iormănești și Olteanu, iar pe terasele din vest sunt este așezată satul Cleșnești. Formele de relief întâlnite în arealul comunei sunt cele caracteristice Piemontului Getic. Privit de sus, de pe Dealurile înalte ale satului Iormănești (altitudine 333 m).
Din punct de vedere hidrografic comuna aparține rețelei hidrografice a Jiului, cu izvoare în Carpații Meridionali (Godeanu și Parâng), având ca afluenți principali râurile Motru și Gilort. Teritoriul comunei este străbătut de la nord la sud de râul Motru, care udă Lunca Motrului pe o lungime de aproximativ 11 km.
Vegetația localității se situează în „zona de pădure”. În primul său etaj, comuna cuprinde specii de stejar și păduri de gorun, iar la partea superioară un etaj de amestec stejar-fag. La baza dealurilor estice, întâlnim păduri tinere de salcâm; acest etaj întinzându-se la o altitudine de 270-280 m.

## Demografie
Componența etnică a comunei Glogova
     Români (97,24%)
     Alte etnii (0%)
     Necunoscută (2,76%)
Componența confesională a comunei Glogova
     Ortodocși (96,77%)
     Alte religii (0,36%)
     Necunoscută (2,86%)
Conform recensământului efectuat în 2021, populația comunei Glogova se ridică la 1.922 de locuitori, în creștere față de recensământul anterior din 2011, când fuseseră înregistrați 1.889 de locuitori. Majoritatea locuitorilor sunt români (97,24%), iar pentru 2,76% nu se cunoaște apartenența etnică. Din punct de vedere confesional, majoritatea locuitorilor sunt ortodocși (96,77%), iar pentru 2,86% nu se cunoaște apartenența confesională.

## Istorie
La sfârșitul secolului al XIX-lea, comuna făcea parte din plasa Cloșani a județului Mehedinți și era alcătuită din satele Glogova, Olteanu, Cleșnești, Iormănești, Răcănei, Cochirani și Boghicești, cu o populație de 1500 de locuitori. În comună funcționa două școli mixte, una la Glogova, și una la Cleșnești, cea de la Cleșnești, fiind frecventată de 105 de elevi (dintre care patru fete) și trei biserici.
Anuarul Socec din 1925 consemnează comuna în aceiași plasă, având o populație de 3075 de locuitori (în satele Glogova, Olteanu, Cleșnești, Iormănești, Cămuiești, Rătezu, și în cătunele Boghicești, Bratia și Răcni).
În anul 1931, după regruparea comunelor rurale și urbane, comuna capătă forma actuală, fiind consemnată cu satele Cămuiești, Glogova, Olteanu, Cleșnești și Iormănești.
În anul 1950, comuna a fost arondată raionului Baia de Aramă a regiunii Gorj, raion care doi ani mai târziu a fost arondat regiunii Craiova, și apoi (după 1960), regiunii Oltenia. În anul 1964, comuna este mutată în cadrul raionului Târgu Jiu, după desființarea raionului Baia de Aramă,iar în anul 1968, comuna a fost transferată județului Gorj. Deși comuna are în structura sa, și satul Glogova, reședința a fost fixată în satul Iormănești.

## Monumente istorice

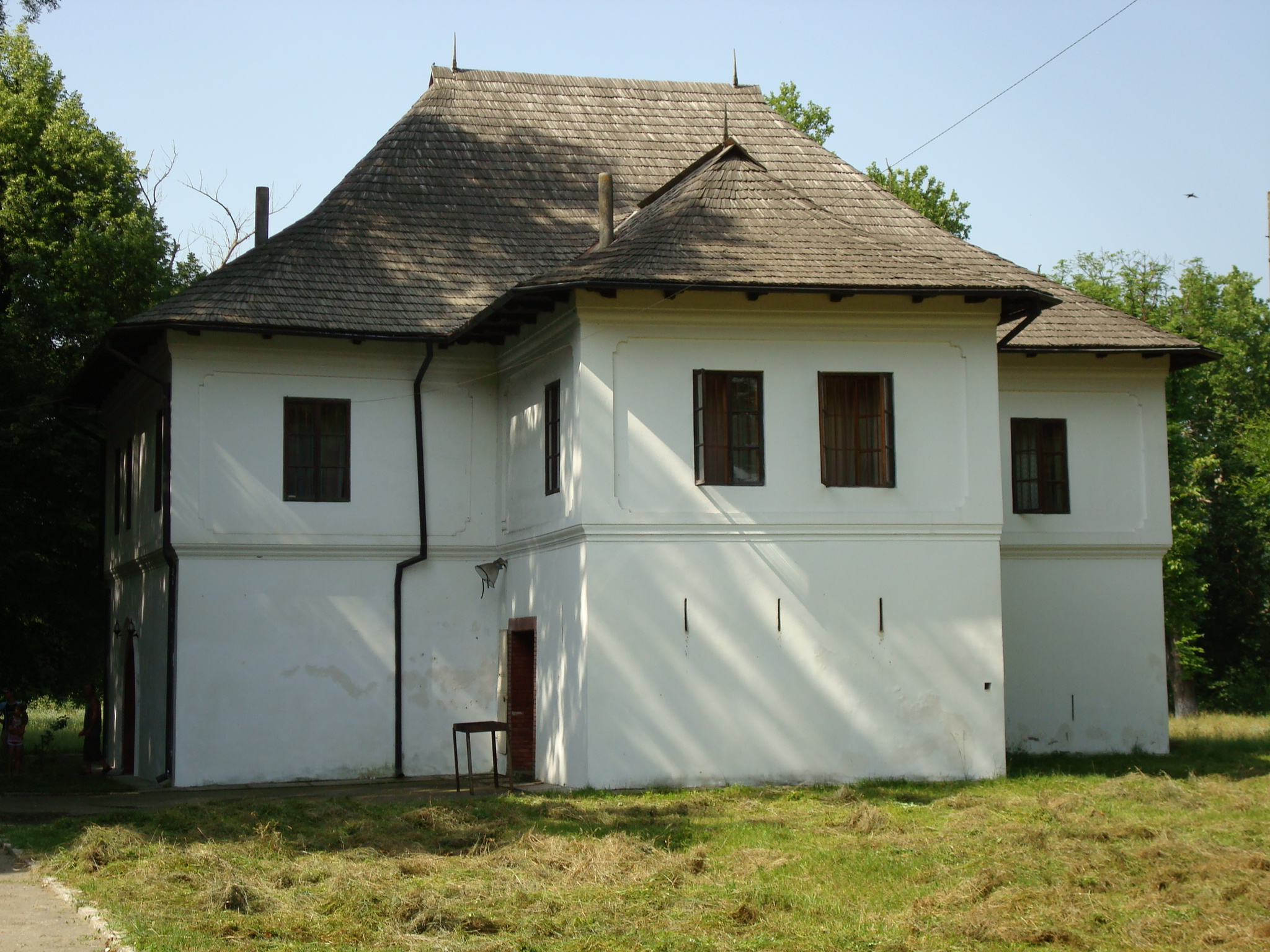
Ansamblul Glogoveanu, unul dintre monumentele istorice de interes local din comuna Glogova

Cinci monumente istorice din comuna Glogova sunt regăsite în lista monumentelor istorice din județul Gorj - una în satul Cleșnești, iar ultimele patru în satul Glogova.
Cea din satul Cleșnești este Biserica „Sf. Nicolae” cu datare din anul 1864, iar cele din satul Glogova, sunt Ansamblul Glogoveanu, Casa Glogoveanu, Biserica „Sf. Nicolae” și un zid de incintă, cu datări din sec. XVII - XVIII, 1730 și sec. XVIII.

## Politică și administrație
Comuna Glogova este administrată de un primar și un consiliu local compus din 11 consilieri. Primarul, Gheorghe Alpredi[*], de la Partidul Social Democrat, este în funcție din 2012. Începând cu alegerile locale din 2024, consiliul local are următoarea componență pe partide politice:
|  | Partid                          | Consilieri | Componența Consiliului | Componența Consiliului | Componența Consiliului | Componența Consiliului | Componența Consiliului | Componența Consiliului |
|  | ------------------------------- | ---------- | ---------------------- | ---------------------- | ---------------------- | ---------------------- | ---------------------- | ---------------------- |
|  | Partidul Social Democrat        | 6          |                        |                        |                        |                        |                        |                        |
|  | Partidul PRO România            | 2          |                        |                        |                        |                        |                        |                        |
|  | Partidul Național Liberal       | 1          |                        |                        |                        |                        |                        |                        |
|  | Alianța pentru Unirea Românilor | 1          |                        |                        |                        |                        |                        |                        |
|  | Partidul Verde                  | 1          |                        |                        |                        |                        |                        |                        |

## Personalități născute aici
- Nicolae Dragoș (n.1938) - poet, scriitor și jurnalist (pseudonimul lui Nicolae Racanel)